# کوکارسو (بتلیس)
کوکارسو (به ترکی استانبولی: Kokarsu) یک منطقهٔ مسکونی در ترکیه است که در بیتلیس واقع شده‌است. کوکارسو ۲۰۲ نفر جمعیت دارد.